# Федір Михайлович Чорторийський
Федір Михайлович Чорторийський (пом. 1542) — військовий та державний діяч Великого Князівства Литовського. Представник роду князів Чорторийських. Молодший син князя Михайла Васильовича та його дружини Марії (†1504/1505), доньки луцького старости Немирі Резановича. Довгі роки — луцький староста.
Дідич Клеваня, тут за його сприяння було 1490 року відновлено діяльність православного монастиря, добудовано замок на початку 16 століття. 13 лютого 1526 року король Сигізмунд I Старий затвердив надану матері Марії «вічну коляцію» на монастир та землю в Пересопниці.
Дружина — з князів Сангушків, діти:
- Олександр
- Іван
- Ганна — дружина конюшого литовського Василя Богдановича Чижа
- Федора (Теодора) — дружина Михайла Свинюського, пізніше королівського секретаря Бальтазара Ґнєвоша Олексовського.
- Настася — дружина Петра Хрептовича.